# Жевинник
Жевинник (бел. Жавіннік) — посёлок в Болотнянском сельсовете Рогачёвского района Гомельской области Беларуси.
На юге граничит с лесом.

## География

### Расположение
В 39 км на северо-восток от районного центра и железнодорожной станции Рогачёв (на линии Могилёв — Жлобин), 101 км от Гомеля.

## Транспортная сеть
Транспортные связи по просёлочной, затем автомобильной дороге Довск — Славгород). Планировка состоит из короткой прямолинейной широтной улицы, застроенной деревянными домами усадебного типа.

## История
Основан в начале 1920-х годов переселенцами из соседних деревень на бывших помещичьих землях. В 1931 году жители вступили в колхоз. Во время Великой Отечественной войны в ноябре 1943 года оккупанты сожгли посёлок и убили 4 жителей. 12 жителей не вернулись с фронтов. Согласно переписи 1959 года в составе колхоза имени В. И. Ленина (центр — деревня Болотня).

## Население

### Численность
- 2004 год — 9 хозяйств, 15 жителей.

### Динамика
- 1940 год — 24 двора, 160 жителей.
- 1959 год — 131 житель (согласно переписи).
- 2004 год — 9 хозяйств, 15 жителей.